# Анико
Анѝко (на италиански: Annicco, на местен диалект: Nic, Ник) е село и община в Северна Италия, провинция Кремона, регион Ломбардия. Разположено е на 60 m надморска височина. Населението на общината е 2093 души (към 2017 г.).